# Łoknia (obwód kurski)
Łoknia (ros. Локня) – osiedle typu wiejskiego w zachodniej Rosji, w sielsowiecie swierdlikowskim rejonu sudżańskiego w obwodzie kurskim.

## Geografia
Miejscowość położona jest nad rzeką Małaja Łoknia, 7 km od granicy z Ukrainą, 6,5 km od centrum administracyjnego sielsowietu swierdlikowskiego (Swierdlikowo), 11,5 km od centrum administracyjnego rejonu (Sudża), 86 km od Kurska.

## Demografia
W 2010 r. miejscowość nie posiadała mieszkańców.